# Puchar Narodów Afryki 2010
Orange Puchar Narodów Afryki 2010 był 27. edycją turnieju. Po decyzji CAF zorganizowała go Angola, a finały trwały od 10 stycznia do 31 stycznia 2010. W turnieju tradycyjnie miało wziąć udział 16 zespołów. Na dzień przed pierwszym meczem z turnieju wycofała się drużyna Togo. Reprezentacja tego kraju argumentowała, że organizatorzy nie są w stanie zapewnić im odpowiedniego bezpieczeństwa podczas turnieju po tym, jak ostrzelano ich autobus. W wyniku tego zdarzenia zmarł kierowca, asystent trenera i rzecznik prasowy, a sześć osób związanych z reprezentacją, w tym dwóch zawodników, zostało rannych. W dniu rozpoczęcia turnieju niespodziewanie poinformowano, że drużyna weźmie jednak udział w turnieju. Decyzję tę podważył jednak rząd Togo, który nakazał piłkarzom natychmiastowy powrót do domu. Wkrótce potem piłkarze opuścili Angolę rządowym samolotem. W dniu pierwszego zaplanowanego meczu Togo CAF podjęła decyzję o dyskwalifikacji reprezentacji z turnieju. Tym samym w grupie B o awans rywalizowały zaledwie 3 zespoły. Tytuł obroniła reprezentacja Egiptu.

## Organizacja
Decyzja o organizacji Pucharu Narodów Afryki 2010 została ogłoszona przez
CAF 29 września 2006 r. Po raz pierwszy w historii CAF decyzja dotycząca organizacji trzech kolejnych mistrzostw zapadła tego samego dnia. W wyborze gospodarza oferty Mozambiku, Namibii oraz Senegalu zostały odrzucone.
W procesie wyłaniania gospodarza brały oferty:
- Angoli
- Gabonu i  Gwinei Równikowej (→ PNA 2012)
- Libii (→ PNA 2013)
- Nigerii (kandydatura rezerwowa)

Ostatecznie gospodarzem została Angola.

## Turniej

### Kwalifikacje
Kwalifikacje do turnieju pokrywały się z trzecią rundą eliminacji mistrzostw świata 2010 w strefie CAF.

### Zakwalifikowane drużyny
| Drużyna                  | Grupa kwalifikacyjna | Liczba występów do tej pory | Najlepszy wynik                                   | Ostatni występ |
| ------------------------ | -------------------- | --------------------------- | ------------------------------------------------- | -------------- |
| Angola                   | gospodarz            | 4                           | Ćwierćfinał (2008)                                | 2008           |
| Kamerun                  | A                    | 15                          | Mistrzostwo (1984, 1988, 2000, 2002)              | 2008           |
| Gabon                    | A                    | 3                           | Ćwierćfinał (1996)                                | 2000           |
| Togo                     | A                    | 6                           | Faza Grupowa (1972, 1984, 1998, 2000, 2002, 2006) | 2006           |
| Tunezja                  | B                    | 13                          | Mistrzostwo (2004)                                | 2008           |
| Nigeria                  | B                    | 15                          | Mistrzostwo (1980, 1994)                          | 2008           |
| Mozambik                 | B                    | 3                           | Faza Grupowa (1986, 1996, 1998)                   | 1998           |
| Algieria                 | C                    | 13                          | Mistrzostwo (1990)                                | 2004           |
| Egipt                    | C                    | 21                          | Mistrzostwo (1957, 1959, 1986, 1998, 2006, 2008)  | 2008           |
| Zambia                   | C                    | 13                          | II miejsce (1974, 1994)                           | 2008           |
| Ghana                    | D                    | 16                          | Mistrzostwo (1963, 1965, 1978, 1982)              | 2008           |
| Mali                     | D                    | 5                           | II miejsce (1972)                                 | 2008           |
| Benin                    | D                    | 2                           | Faza Grupowa (2004, 2008)                         | 2008           |
| Wybrzeże Kości Słoniowej | E                    | 17                          | Mistrzostwo (1992)                                | 2008           |
| Burkina Faso             | E                    | 6                           | IV miejsce (1998)                                 | 2004           |
| Malawi                   | E                    | 1                           | Faza Grupowa (1984)                               | 1984           |

W trakcie przygotowań do imprezy doszło do terrorystycznego napadu na autobus przewożący zawodników reprezentacji Togo na turniej. W jego wyniku zginęli; drugi trener reprezentacji, rzecznik prasowy i kierowca autobusu. Kilku piłkarzy odniosło lekkie obrażenia. Po tym incydencie reprezentacja wycofała się z udziału w turnieju. W dniu rozpoczęcia imprezy podano jednak informację o udziale reprezentacji Togo w turnieju.

## Stadiony
| Miasto   | Stadion                       | Pojemność |
| -------- | ----------------------------- | --------- |
| Luanda   | Estádio 11 de Novembro        | 50 000    |
| Benguela | Estádio Nacional de Ombaka    | 35 000    |
| Kabinda  | Estádio Nacional do Chiazi    | 20 000    |
| Lubango  | Estádio Nacional da Tundavala | 20 000    |

## Sędziowie główni
- Eddy Maillet
- Coffi Codjia
- Koman Coulibaly
- Jerome Damon
- Mohamed Benouza
- Badara Diatta
- Helder Martins de Carvalho
- Esam Abd El Fatah
- Rajindraparsad Seechurn
- Kokou Djaoupe
- Daniel Bennett
- Khalid Abdel Rahman
- Muhmed Ssegonga
- Noumandiez Doue
- Kacem Bennaceur
- Khalil Al Ghamdi

## Faza grupowa

### Grupa A
| Drużyna  | Pkt | M | Z | R | P | Br+ | Br- | +/- |
| -------- | --- | - | - | - | - | --- | --- | --- |
| Angola   | 5   | 3 | 1 | 2 | 0 | 6   | 4   | 2   |
| Algieria | 4   | 3 | 1 | 1 | 1 | 1   | 3   | -2  |
| Mali     | 4   | 3 | 1 | 1 | 1 | 7   | 6   | 1   |
| Malawi   | 3   | 3 | 1 | 0 | 2 | 4   | 5   | -1  |

| 10 stycznia 2010 20:00 | Angola · 36' 42' Flávio · 67' (k) Gilberto · 74' (k) Manucho | 4:42:0Raport | Mali · 79' 90+3' Keita · 88' Kanouté · 90+4' Yatabaré | Estádio 11 de Novembro, Luanda Widzów: 45 000 Sędzia: Esam Abd El Fatah |
|                        |                                                              |              |                                                       |                                                                         |

| 11 stycznia 2010 14:45 | Malawi · 17' Mwafulirwa · 36' Kafoteka · 49' Banda | 3:02:0Raport | Algieria | Estádio 11 de Novembro, Luanda Widzów: 1 000 Sędzia: Badara Diatta |
|                        |                                                    |              |          |                                                                    |

| 14 stycznia 2010 17:00 | Mali | 0:1Raport | Algieria · 43' Halliche | Estádio 11 de Novembro, Luanda Widzów: 4 000 Sędzia: Muhmed Ssegonga |
|                        |      |           |                         |                                                                      |

| 14 stycznia 2010 19:30 | Angola · 48' Flávio · 54' Manucho | 2:00:0Raport | Malawi | Estádio 11 de Novembro, Luanda Widzów: 48 000 Sędzia: Noumandiez Doue |
|                        |                                   |              |        |                                                                       |

| 18 stycznia 2010 17:00 | Angola | 0:0Raport | Algieria | Estádio 11 de Novembro, Luanda Widzów: 40 000 Sędzia: Jerome Damon |
|                        |        |           |          |                                                                    |

| 18 stycznia 2010 17:00 | Mali · 1' Kanouté · 3' Keita · 85' Bagayoko | 3:12:0Raport | Malawi · 58' Mwafulirwa | Estádio Nacional do Chiazi, Kabinda Widzów: 21 000 Sędzia: Rajindraparsad Seechurn |
|                        |                                             |              |                         |                                                                                    |

### Grupa B
| Drużyna                  | Pkt | M | Z | R | P | Br+ | Br- | +/- |
| ------------------------ | --- | - | - | - | - | --- | --- | --- |
| Wybrzeże Kości Słoniowej | 4   | 2 | 1 | 1 | 0 | 3   | 1   | 2   |
| Ghana                    | 3   | 2 | 1 | 0 | 1 | 2   | 3   | -1  |
| Burkina Faso             | 1   | 2 | 0 | 1 | 1 | 0   | 1   | -1  |

| 11 stycznia 2010 17:00 | Wybrzeże Kości Słoniowej | 0:0Raport | Burkina Faso | Estádio Nacional do Chiazi, Kabinda Widzów: 5 000 Sędzia: Kacem Bennaceur |
|                        |                          |           |              |                                                                           |

| 15 stycznia 2010 19:30 | Wybrzeże Kości Słoniowej · 23' Gervinho · 67' Tiéné · 90' Drogba · 55' Eboué | 3:11:0Raport | Ghana · 90+3' (k) Gyan | Estádio Nacional do Chiazi, Kabinda Widzów: 23 000 Sędzia: Jerome Damon |
|                        |                                                                              |              |                        |                                                                         |

| 19 stycznia 2010 17:00 | Burkina Faso · 65' Tall | 0:1Raport | Ghana · 30' A. Ayew | Estádio 11 de Novembro, Luanda Widzów: 1 500 Sędzia: Eddy Maillet |
|                        |                         |           |                     |                                                                   |

Uwaga
Drużyna Togo wycofała się z PNA z powodu ataku terrorystycznego w którym zginęło trzech członków ekipy, a kilku piłkarzy zostało rannych.

### Grupa C
| Drużyna  | Pkt | M | Z | R | P | Br+ | Br- | +/- |
| -------- | --- | - | - | - | - | --- | --- | --- |
| Egipt    | 9   | 3 | 3 | 0 | 0 | 7   | 1   | 6   |
| Nigeria  | 6   | 3 | 2 | 0 | 1 | 5   | 3   | 2   |
| Benin    | 1   | 3 | 0 | 1 | 2 | 2   | 5   | -3  |
| Mozambik | 1   | 3 | 0 | 1 | 2 | 2   | 7   | -5  |

| 12 stycznia 2010 17:00 | Egipt · 34' Motaeb · 54' Hassan · 88' Geddo | 3:11:1Raport | Nigeria · 12' Obasi Ogbuke | Estádio Nacional de Ombaka, Benguela Widzów: 18 000 Sędzia: Rajindraparsad Seechurn |
|                        |                                             |              |                            |                                                                                     |

| 12 stycznia 2010 19:30 | Mozambik · 29' Lobo · 53' Fumo | 2:21:2Raport | Benin · 14' (k) Omotoyossi · 20' (sam.) Khan | Estádio Nacional de Ombaka, Benguela Widzów: 15 000 Sędzia: Khalid Abdel Rahman |
|                        |                                |              |                                              |                                                                                 |

| 16 stycznia 2010 17:00 | Nigeria · 42' (k) Yakubu | 1:0Raport | Benin | Estádio Nacional de Ombaka, Benguela Widzów: 8 000 Sędzia: Helder Martins de Carvalho |
|                        |                          |           |       |                                                                                       |

| 16 stycznia 2010 19:30 | Egipt · 47' (sam.) Khan · 81' Geddo | 2:00:0Raport | Mozambik | Estádio Nacional de Ombaka, Benguela Widzów: 16 000 Sędzia: Kokou Djaoupe |
|                        |                                     |              |          |                                                                           |

| 20 stycznia 2010 17:00 | Egipt · 7' El-Mohamadi · 24' Motaeb | 2:0Raport | Benin | Estádio Nacional de Ombaka, Benguela Widzów: 12 500 Sędzia: Daniel Bennett |
|                        |                                     |           |       |                                                                            |

| 20 stycznia 2010 17:00 | Nigeria · 45' 47' Odemwingie · 86' Martins | 3:01:0Raport | Mozambik | Estádio Nacional da Tundavala, Lubango Widzów: 10 000 Sędzia: Koman Coulibaly |
|                        |                                            |              |          |                                                                               |

### Grupa D
| Drużyna | Pkt | M | Z | R | P | Br+ | Br- | +/- |
| ------- | --- | - | - | - | - | --- | --- | --- |
| Zambia  | 4   | 3 | 1 | 1 | 1 | 5   | 5   | 0   |
| Kamerun | 4   | 3 | 1 | 1 | 1 | 5   | 5   | 0   |
| Gabon   | 4   | 3 | 1 | 1 | 1 | 2   | 2   | 0   |
| Tunezja | 3   | 3 | 0 | 3 | 0 | 3   | 3   | 0   |

| 13 stycznia 2010 17:00 | Kamerun | 0:1Raport | Gabon · 17' Cousin | Estádio Nacional da Tundavala, Lubango Widzów: 15 000 Sędzia: Daniel Bennett |
|                        |         |           |                    |                                                                              |

| 13 stycznia 2010 19:30 | Zambia · 19' Mulenga | 1:1Raport | Tunezja · 40' Dhaouadi | Estádio Nacional da Tundavala, Lubango Widzów: 17 000 Sędzia: Koman Coulibaly |
|                        |                      |           |                        |                                                                               |

| 17 stycznia 2010 17:00 | Gabon | 0:0Raport | Tunezja | Estádio Nacional da Tundavala, Lubango Widzów: 16 000 Sędzia: Coffi Codjia |
|                        |       |           |         |                                                                            |

| 17 stycznia 2010 19:30 | Kamerun · 68' Geremi · 72' Eto’o · 86' Idrissou | 3:20:1Raport | Zambia · 8' Mulenga · 82' (k.) C. Katongo | Estádio Nacional da Tundavala, Lubango Widzów: 15 000 Sędzia: Khalil Al Ghamdi |
|                        |                                                 |              |                                           |                                                                                |

| 21 stycznia 2010 17:00 | Gabon · 83' F. Do Marcolino | 1:20:1Raport | Zambia · 28' Kalaba · 62' Chamanga | Estádio Nacional de Ombaka, Benguela Widzów: 5 000 Sędzia: Mohamed Benouza |
|                        |                             |              |                                    |                                                                            |

| 21 stycznia 2010 17:00 | Kamerun · 46' Eto’o · 64' N’Guémo | 2:20:1Raport | Tunezja · 1' Chermiti · 63' (sam.) Chedjou · 82' Jemal | Estádio Nacional da Tundavala, Lubango Widzów: 19 000 Sędzia: Noumandiez Doue |
|                        |                                   |              |                                                        |                                                                               |

## Faza pucharowa
|  |                                         |                          |                                      |                                         |   |           |                                         |                                      |                                      |                                      |                   |       |       |
|  | Ćwierćfinały                            | Ćwierćfinały             | Ćwierćfinały                         |                                         |   | Półfinały | Półfinały                               | Półfinały                            |                                      |                                      | Finał             | Finał | Finał |
|  | Ćwierćfinały                            | Ćwierćfinały             | Ćwierćfinały                         |                                         |   | Półfinały | Półfinały                               | Półfinały                            |                                      |                                      | Finał             | Finał | Finał |
|  | 24.01.10 – Luanda (Est. 11 de Novembro) |                          |                                      |                                         |   |           |                                         |                                      |                                      |                                      |                   |       |       |
|  |                                         |                          |                                      |                                         |   |           |                                         |                                      |                                      |                                      |                   |       |       |
|  | Angola                                  | Angola                   | 0                                    |                                         |   |           |                                         |                                      |                                      |                                      |                   |       |       |
|  | Angola                                  | Angola                   | 0                                    | 28.01.10 – Luanda (Est. 11 de Novembro) |   |           |                                         |                                      |                                      |                                      |                   |       |       |
|  | Ghana                                   | Ghana                    | 1                                    |                                         |   |           |                                         |                                      |                                      |                                      |                   |       |       |
|  | Ghana                                   | Ghana                    | 1                                    |                                         |   | Ghana     | Ghana                                   | 1                                    |                                      |                                      |                   |       |       |
|  | 25.01.10 – Lubango (Est. da Tundavala)  |                          |                                      |                                         |   | Ghana     | Ghana                                   | 1                                    |                                      |                                      |                   |       |       |
|  |                                         |                          | Nigeria                              | Nigeria                                 | 0 |           |                                         |                                      |                                      |                                      |                   |       |       |
|  | Zambia                                  | Zambia                   | Nigeria                              | Nigeria                                 | 0 | 0 (4)     |                                         |                                      |                                      |                                      |                   |       |       |
|  | Zambia                                  | Zambia                   |                                      |                                         |   | 0 (4)     | 31.01.10 – Luanda (Est. 11 de Novembro) |                                      |                                      |                                      |                   |       |       |
|  | Nigeria(kar.)                           | Nigeria(kar.)            | 0 (5)                                |                                         |   |           |                                         |                                      |                                      |                                      |                   |       |       |
|  | Nigeria(kar.)                           | Nigeria(kar.)            | 0 (5)                                |                                         |   | Ghana     | Ghana                                   | 0                                    |                                      |                                      |                   |       |       |
|  | 24.01.10 – Kabinda (Est. do Chiazi)     |                          |                                      |                                         |   | Ghana     | Ghana                                   | 0                                    |                                      |                                      |                   |       |       |
|  |                                         |                          | Egipt                                | Egipt                                   | 1 |           |                                         |                                      |                                      |                                      |                   |       |       |
|  | Wybrzeże Kości Słoniowej                | Wybrzeże Kości Słoniowej | Egipt                                | Egipt                                   | 1 | 2         |                                         |                                      |                                      |                                      |                   |       |       |
|  | Wybrzeże Kości Słoniowej                | Wybrzeże Kości Słoniowej | 28.01.10 – Benguela (Est. de Ombaka) |                                         |   | 2         |                                         |                                      |                                      |                                      |                   |       |       |
|  | Algieria (dogr.)                        | Algieria (dogr.)         | 3                                    |                                         |   |           |                                         |                                      |                                      |                                      |                   |       |       |
|  | Algieria (dogr.)                        | Algieria (dogr.)         | 3                                    |                                         |   | Algieria  | Algieria                                | 0                                    | Mecz o 3. miejsce                    | Mecz o 3. miejsce                    | Mecz o 3. miejsce |       |       |
|  | 25.01.10 – Benguela (Est. de Ombaka)    |                          |                                      |                                         |   | Algieria  | Algieria                                | 0                                    | Mecz o 3. miejsce                    | Mecz o 3. miejsce                    | Mecz o 3. miejsce |       |       |
|  |                                         |                          | Egipt                                | Egipt                                   | 4 |           |                                         | 30.01.10 – Benguela (Est. de Ombaka) | 30.01.10 – Benguela (Est. de Ombaka) | 30.01.10 – Benguela (Est. de Ombaka) |                   |       |       |
|  | Egipt (dogr.)                           | Egipt (dogr.)            | Egipt                                | Egipt                                   | 4 | 3         |                                         | 30.01.10 – Benguela (Est. de Ombaka) | 30.01.10 – Benguela (Est. de Ombaka) | 30.01.10 – Benguela (Est. de Ombaka) |                   |       |       |
|  | Egipt (dogr.)                           | Egipt (dogr.)            |                                      |                                         |   |           |                                         | Nigeria                              | Nigeria                              | 1                                    |                   |       |       |
|  | Kamerun                                 | Kamerun                  | 1                                    |                                         |   |           |                                         |                                      | Nigeria                              | 1                                    |                   |       |       |
|  | Kamerun                                 | Kamerun                  | 1                                    |                                         |   |           |                                         | Algieria                             | Algieria                             | 0                                    |                   |       |       |
|  |                                         |                          |                                      |                                         |   |           |                                         |                                      | Algieria                             | 0                                    |                   |       |       |

### Ćwierćfinały
| 24 stycznia 2010 17:00 | Angola | 0:1Raport | Ghana · 15' Gyan | Estádio 11 de Novembro, Luanda Widzów: 22 000 Sędzia: Mohamed Benouza |
|                        |        |           |                  |                                                                       |

| 24 stycznia 2010 20:30 | Wybrzeże Kości Słoniowej · 4' Kalou · 89' Keïta | 2:3 (dog.)1:1, 2:2Raport | Algieria · 39' Matmour · 90+2' Bougherra · 92' Bouazza | Estádio Nacional do Chiazi, Kabinda Widzów: 10 000 Sędzia: Eddy Maillet |
|                        |                                                 |                          |                                                        |                                                                         |

| 25 stycznia 2010 17:00 | Egipt · 37' 95' Hassan · 92' Geddo | 3:1 (dog.)1:1, 1:1Raport | Kamerun · 26' Emana · 112' Chedjou | Estádio Nacional de Ombaka, Benguela Widzów: 12 000 Sędzia: Jerome Damon |
|                        |                                    |                          |                                    |                                                                          |

| 25 stycznia 2010 20:30                            | Zambia | 0:0 (dog.) k. 4:50:0, 0:0Raport                     | Nigeria · 107' Apam | Estádio Nacional da Tundavala, Lubango Widzów: 10 000 Sędzia: Esam Abd El Fatah |
|                                                   |        |                                                     |                     |                                                                                 |
|                                                   |        | Rzuty karne                                         |                     |                                                                                 |
| Chivuta · C. Katongo · Mayuka · Nyirenda · Mweene |        | Obi Mikel · Martins · Obinna · Odemwingie · Enyeama |                     |                                                                                 |

### Półfinały
| 28 stycznia 2010 17:00 | Ghana · 21' Gyan | 1:0Raport | Nigeria | Estádio 11 de Novembro, Luanda Widzów: 7 500 Sędzia: Daniel Bennett |
|                        |                  |           |         |                                                                     |

| 28 stycznia 2010 20:30 | Algieria · 38' Halliche · 70' Belhadj · 87' Chaouchi | 0:40:1Raport | Egipt · 39' (k) Hosni · 65' Zidan · 80' Abdel-Shafy · 90+3' Geddo | Estádio Nacional de Ombaka, Benguela Widzów: 25 000 Sędzia: Coffi Codjia |
|                        |                                                      |              |                                                                   |                                                                          |

### Mecz o trzecie miejsce
| 30 stycznia 2010 17:00 | Nigeria · 56' Obinna | 1:00:0Raport | Algieria | Estádio Nacional de Ombaka, Benguela Widzów: 15 000 Sędzia: Badara Diatta |
|                        |                      |              |          |                                                                           |

### Finał
| 31 stycznia 2010 17:00 | Ghana | 0:10:0Raport | Egipt · 85' Geddo | Estádio 11 de Novembro, Luanda Widzów: 45 000 Sędzia: Koman Coulibaly |
|                        |       |              |                   |                                                                       |

## Strzelcy
5 goli

- Geddo

3 gole

- Flávio Amado
- Ahmed Hassan
- Asamoah Gyan
- Seydou Keita

2 gole

- Manucho Gonçalves
- Emad Motaeb
- Samuel Eto’o
- Russel Mwafulirwa
- Frédéric Kanouté
- Peter Odemwingie
- Jacob Mulenga

1 gol

- Hameur Bouazza
- Madjid Bougherra
- Rafik Halliche
- Karim Matmour
- Sebastião Gilberto
- Razak Omotoyossi
- Hosni Abd-Rabou
- Mohamed Abdel-Shafy
- Ahmed El-Mohamadi
- Mohamed Zidan
- Daniel Cousin
- Fabrice Do Marcolino
- André Ayew
- Achille Emana
- Mohamadou Idrissou
- Landry N’Guémo
- Geremi Njitap
- Davi Banda
- Elvis Kafoteka
- Mamadou Bagayoko
- Mustapha Yatabaré
- Fumo Gonçalves
- Almiro Lobo
- Yakubu Aiyegbeni
- Obafemi Martins
- Victor Obinna
- Chinedu Obasi Ogbuke
- Mohamed Chermiti
- Zouheir Dhaouadi
- Didier Drogba
- Gervinho
- Salomon Kalou
- Kader Keïta
- Siaka Tiéné
- James Chamanga
- Rainford Kalaba
- Chris Katongo

Gole samobójcze
- Aurélien Chedjou dla  Tunezji
- Dario Khan dla  Beninu
- Dario Khan dla  Egiptu